# Cryptanura septentrionalis
Cryptanura septentrionalis là một loài tò vò trong họ Ichneumonidae.